# モラーノ・カーラブロ
モラーノ・カーラブロ（イタリア語: Morano Calabro）は、イタリア共和国カラブリア州コゼンツァ県にある、人口約4,400人の基礎自治体（コムーネ）。

## 地理

### 位置・広がり

#### 隣接コムーネ
隣接するコムーネは以下の通り。括弧内のPZはポテンツァ県所属を示す。
- カストロヴィッラリ
- キアロモンテ (PZ)
- モルマンノ
- ロトンダ (PZ)
- サン・バジーレ
- サラチェーナ
- ヴィッジャネッロ (PZ)

## 文化・観光
「イタリアの最も美しい村」クラブ加盟コムーネである。